# Chiropodomys pusillus
Il topo arboricolo dalla coda a pennello minore (Chiropodomys pusillus  Thomas, 1893) è un roditore della famiglia dei Muridi, endemico del Borneo.

## Descrizione
Roditore di piccole dimensioni, con la lunghezza della testa e del corpo tra 69 e 77 mm, la lunghezza della coda tra 81 e 96 mm, la lunghezza del piede tra 15,8 e 17 mm e la lunghezza delle orecchie tra 11,0 e 13 mm.

La pelliccia è corta, densa e vellutata. Le parti superiori sono fulve, con la testa e la schiena più scure. I fianchi sono più chiari. Le orecchie sono piccole, ovali e prive di peli. Le parti ventrali sono bianche. Le parti dorsali delle zampe sono come le parti superiori ma i polsi e le anche sono grigiastri. La coda è più lunga della testa e del corpo ed è uniformemente marrone scuro con un ciuffo terminale di lunghi peli.

## Biologia

### Comportamento
È una specie notturna ed attiva su piccoli alberi e bambù. Costruisce i nidi in fessure degli alberi, nei nodi delle canne di bambù ed altri luoghi simili, come nidi d'uccello e caschi di banane, 

## Distribuzione e habitat
Questa specie è endemica dell'Isola del Borneo.
Vive in vari tipi di foreste, incluse quelle alterate e secondarie.

## Conservazione
La IUCN Red List, nonostante sia stata registrata su un vasto areale, gli individui conosciuti sono pochi e sono poche le informazioni sullo stato della popolazione e sulle eventuali minacce, classifica M.pusillus come specie con dati insufficienti (DD).